# العلاقات الإثيوبية الكوبية
العلاقات الإثيوبية الكوبية هي العلاقات الثنائية التي تجمع بين إثيوبيا وكوبا.

## مقارنة بين البلدين
هذه مقارنة عامة ومرجعية للدولتين:
| وجه المقارنة                                              | إثيوبيا                        | كوبا                              |
| --------------------------------------------------------- | ------------------------------ | --------------------------------- |
| المساحة (كم2)                                             | 1.10 مليون                     | 109.88 ألف                        |
| عدد السكان (نسمة)                                         | 104.96 مليون                   | 11.48 مليون                       |
| الكثافة السكانية (ن./كم²)                                 | 95.42                          | 104.48                            |
| العاصمة                                                   | أديس أبابا                     | هافانا                            |
| اللغة الرسمية                                             | اللغة الأمهرية                 | اللغة الإسبانية                   |
| العملة                                                    | بير إثيوبي                     | بيزو كوبي، بيزو كوبي قابل للتحويل |
| الناتج المحلي الإجمالي (بليون دولار)                      | 80.56 مليار                    | 87.13 مليار                       |
| الناتج المحلي الإجمالي (تعادل القوة الشرائية) بليون دولار | 161.90 مليار                   |                                   |
| الناتج المحلي الإجمالي الاسمي للفرد دولار أمريكي          | 619                            |                                   |
| الناتج المحلي الإجمالي للفرد دولار أمريكي                 | 1.50 ألف                       |                                   |
| مؤشر التنمية البشرية                                      | 0.442                          | 0.769                             |
| رمز المكالمات الدولي                                      | +251                           | +53                               |
| رمز الإنترنت                                              | .et                            | .cu                               |
| المنطقة الزمنية                                           | ت ع م+03:00، توقيت شرق أفريقيا | 00                                |

## منظمات دولية مشتركة
يشترك البلدان في عضوية مجموعة من المنظمات الدولية، منها:
| علم المنظمة | اسم المنظمة                                 | تاريخ انضمام إثيوبيا | تاريخ انضمام كوبا |
| ----------- | ------------------------------------------- | -------------------- | ----------------- |
|             | الاتحاد البريدي العالمي                     | ?                    | ?                 |
|             | الاتحاد الدولي للاتصالات                    | 20 فبراير 1932       | 16 يناير 1918     |
|             | منظمة حظر الأسلحة الكيميائية                | ?                    | ?                 |
|             | الأمم المتحدة                               | 13 نوفمبر 1945       | 24 أكتوبر 1945    |
|             | منظمة الشرطة الجنائية الدولية               | ?                    | ?                 |
|             | يونسكو                                      | 1 يوليو 1955         | 29 أغسطس 1947     |
|             | مجموعة دول أفريقيا والكاريبي والمحيط الهادئ | ?                    | ?                 |

## وصلات خارجية
- موقع وزارة الخارجية الإثيوبية
- موقع وزارة الخارجية الكوبية